# Vasile Rebreanu
Vasile Rebreanu (n. 11 noiembrie 1934, Florești, România – d. 12 aprilie 2006, Cluj-Napoca, România) a fost un scriitor român.

## Biografie
A studiat la Facultatea de filologie din București. Începând din 1969 a fost director la Studioul de radio din Cluj. Mulți ani redactor la ziarul Tribuna, Vasile Rebreanu a debutat în 1956 în Tînărul scriitor.

## Distincții
- Medalia „Meritul Cultural” clasa I (26 septembrie 1966) „pentru merite deosebite în activitatea literară, artistică și de răspîndire a culturii naționale, cu prilejul Centenarului Academiei Republicii Socialiste România”[5]

## Lucrări
- În plină zi, 1959
- Casa, 1962 (ediția a III-a, Editura Minerva, 1979)
- Dimineață de toamnă, 1962
- Călăul cel bun, 1965
- Pisica roșcată și ingrii, 1966
- De chemat bărbatul pe stele, 1966
- Marșul, 1968
- Țiganca albă, 1968
- Muntele cărunt, 1968
- Securi pentru funii, 1970
- Jaguarul, 1972
- Un caz de iubire la Holywood, 1978

### Scenarii de film
- Gaudeamus igitur (1965) – împreună cu Mircea Zaciu